# 京都市営地下鉄
京都市営地下鉄（きょうとしえいちかてつ）は、京都市交通局が運営する地下鉄。烏丸線・東西線の2つの路線があり、西京区を除く京都市内10区と宇治市を通っている。条例上の正式名称は京都市高速鉄道である。

## 路線
以下の2路線がある。日本全国の地下鉄事業者で唯一、全ての地下鉄路線が他社線と直通運転を行っている。
| 色 | 記号 | 路線名 | 区間                                |
| -- | ---- | ------ | ----------------------------------- |
|    | K    | 烏丸線 | 国際会館駅 (K01) - 竹田駅 (K15)     |
|    | T    | 東西線 | 六地蔵駅 (T01) - 太秦天神川駅 (T17) |

1. ↑  竹田駅から近鉄京都線と相互直通運転。普通列車は新田辺駅、急行は近鉄奈良駅まで運転。
2. ↑  京阪京津線の電車がびわ湖浜大津駅から御陵駅を経て太秦天神川駅まで直通運転。

## 歴史

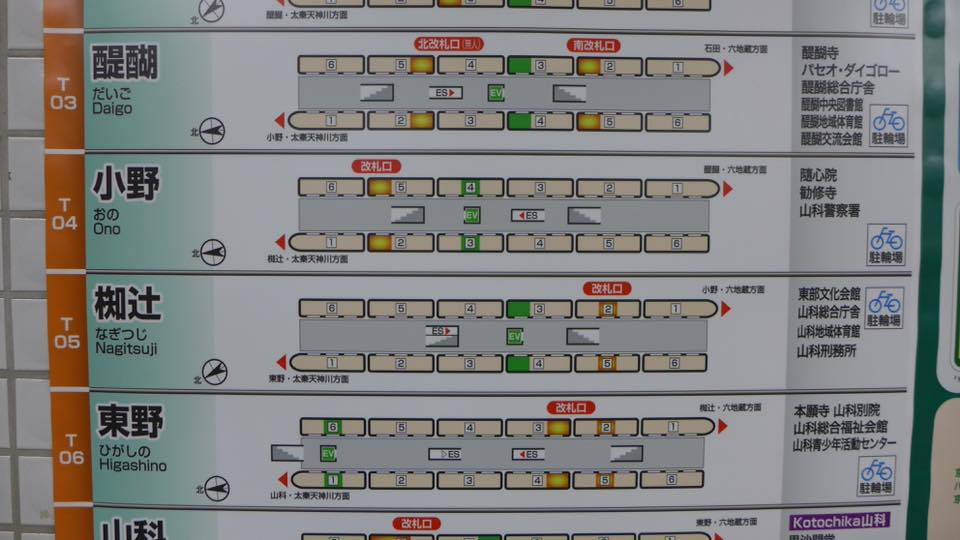
駅ホーム内にある駅ごとの出口、乗換ガイド

1931年11月に、当時の高木景・京都市土木局長は、京都駅につながる堀川線、または西大路線の「高速度軌道」建設を盛り込んだ都市計画を示した。この時は、地下鉄、モノレール、専用軌道のいずれともはっきりしていなかったが、1939年には市都市計画課長が「空中戦もあるので」と地下鉄の研究を示唆した。同年7月には、大京都振興審議会の第四部会で、「路面電車は時代遅れの交通機関で早晩、廃止される運命にある」「路面交通は速い方がいいが、必須条件ではない。低廉で多くの乗客を安全に運べる長所がある」などの論争があった。
1965年12月に京都市交通事業審議会（会長：米谷栄二・京都大学名誉教授）が出した答申では、「長期的な構想としては、現在の交通体系を高速鉄道（引用者注：地下鉄）とバスに改め、基本的に路面電車は撤去されるのが望ましい」とされた。1966年8月に京都市が発表した長期開発計画案では、市電が道路交通の支障になっていると分析し、高速鉄道南北縦貫線（北山橋 - 巨椋）、東西線（山科 - 西大路御池）など計5路線を大量輸送機関に、バスを補助手段とする交通体系を打ち出した。
市営地下鉄のルートは、市内にいろいろな形で入ってくる国鉄、私鉄をつなぐ観点から「南北十字構想」となり、これをもとに、烏丸線、東西線が建設された。京都市の広報紙『市民しんぶん』1969年5月号に掲載された構想では、京都市営地下鉄の路線は、銀閣寺 - 北野白梅町 - 西大路九条 - 久世橋間の「東西外郭線」、上鳥羽口駅付近 - 久世橋  - 洛西ニュータウン間の「洛西線」も盛り込まれており、さらなる路線も考えられていたようだが、その後は計画が進捗しなかった。
京都市経済局長を務めた清水武彦の証言によると、地下鉄の具体的なルートは、計画局〜都市開発局で比較検討が行われた。南北線は烏丸通と堀川通が比較され、新しい都心形成と南部開発のためには堀川通 - 油小路通が良いという意見もあった。九条通以南宇治川に至る油小路通は南部開発の大動脈という位置づけなので、地下鉄もここを通すべきという意見が有力だった。しかし、市営交通事業は1967年に財政再建団体に指定され、運輸省は赤字の京都市電撤去と引き替えでないと地下鉄建設を認めないという方針だったので、京都駅以北は烏丸通しか選択肢がなかった。そこで、京都駅以南は油小路通にということで国鉄と交渉したが、東海道新幹線・在来線の保安上、線路下の斜め横断は認められず、京都駅南部も烏丸通に通すことになった。東西線では、御池通、四条通、五条通が比較検討された。五条通は洛西ニュータウンにも乗り入れられることで有力視されたが、既成都心との距離や、国道9号線バイパス計画との調整問題などから、京阪電気鉄道京津線と乗り入れできる御池通経由が決まった。
1968年11月に京都市交通対策協議会（会長：米谷栄二）が出した答申では、烏丸線と御池線（のちの東西線）の具体的な経由地は、烏丸線は「北山橋付近から京都市の中心街路である烏丸通を南下して、京都駅で国鉄・私鉄と連絡し、上鳥羽付近を経て、宇治川南岸にいたるものとする」、御池線は「天神川付近から御池通を東行して、国鉄二条駅と連絡し、蹴上・国鉄山科駅・山科・醍醐地区を経て、六地蔵にいたるものとする」とされた。そのなかで輸送需要などを考慮し、烏丸線の北山橋付近 - 京都駅 - 上鳥羽口付近と御池線の天神川付近 - 国鉄二条駅 - 蹴上 - 国鉄山科駅の計21 kmを第1次建設計画とし、残りの区間を第2次計画とすることが適当とされた。
1971年12月には、運輸省の都市交通審議会答申第13号として、新設すべき路線として① 北山大橋 - 烏丸通 - 竹田 - 三栖、② 六地蔵 - 山科 - 御池通 - 太秦 - 洛西ニュータウン - 長岡、③ 三条 - 出町柳の3路線が提示された。
その後、1972年10月24日に運輸大臣（当時）から地方鉄道事業（地下鉄烏丸線、北山 - 竹田間）の事業免許を取得。当初計画では、1978年3月に北山 - 竹田の全線を開業する予定だったが、京都市の財政悪化や、北山 - 北大路間および京都 - 竹田間の用地買収交渉遅れといった事情により、ひとまず北大路 - 京都間を重点整備区間として先行着手することにした。1974年11月29日に起工式が行われ、1981年5月29日に地下鉄烏丸線（北大路駅 - 京都駅間）の営業を開始した。
開業当時の京都市営地下鉄の特色は、主要4駅にエレベーターを備えたことで、当時の日本の地下鉄では先進的であった。バリアフリーが広まる前の1972年頃から、車椅子常用者、障害者支援団体が運動を起こして京都市に請願し、京都市会と舩橋求己市長を動かした成果である。京都市は、相対式で設計されていた駅を急遽島式に変更し、将来的に全駅にエレベーターを設置することにした。なお、御池駅（現：烏丸御池駅）は当初から東西線の連絡駅に予定されていたため、相対式ホームで設計された。
- 1981年（昭和56年）5月29日：烏丸線北大路 - 京都間が開業[2]。
- 1988年（昭和63年）
  - 6月11日：烏丸線京都 - 竹田間が開業[2]。
  - 8月28日：烏丸線、近鉄京都線と新田辺駅まで相互直通運転開始[2]。
- 1990年（平成2年）10月24日：烏丸線北山 - 北大路間が開業[2][15]。
- 1993年（平成5年）7月1日：市バス・地下鉄共通の「トラフィカ京カード」を導入[2]。
- 1997年（平成9年）
  - 6月3日：烏丸線国際会館 - 北山間が開業[2][16]。御池駅が烏丸御池駅に改称[17]。
  - 10月12日：東西線醍醐 - 二条間が開業[2][16]。京阪京津線が御陵から京都市役所前まで乗り入れ開始[16]。
- 1998年（平成10年）12月31日：大晦日から元旦の終夜運転開始[2]。
- 2000年（平成12年）
  - 3月1日：スルッとKANSAI対応カードが利用可能に[2]。
  - 3月15日：烏丸線国際会館 - 近鉄奈良間直通の急行を運転開始[2]。
- 2004年（平成16年）11月26日：東西線六地蔵 - 醍醐間が開業[2]。京都市外の宇治市に初めて地下鉄駅が開業。駅ナンバリング導入[2]。
- 2007年（平成19年）4月1日：PiTaPa導入[2]（乗り入れしている近畿日本鉄道、京阪電気鉄道大津線も同時導入）。
- 2008年（平成20年）1月16日：東西線二条 - 太秦天神川間が開業[2]。京阪京津線の乗り入れ区間を太秦天神川まで延長[2]。
- 2010年（平成22年）3月19日：同日実施の近鉄全線でのダイヤ変更に伴い、烏丸線・東西線ともに21・22時台の増発や、烏丸御池駅での乗り継ぎ時間の均等化などのダイヤ改正を実施。東西線に直通運転する京阪京津線もダイヤが一部変更される。また、烏丸御池駅での烏丸線・東西線終電の全方向一斉発車を開始し、交通局では公式に「シンデレラクロス」と名付ける。
- 2013年（平成25年）
  - 3月23日：地下鉄全線で交通系ICカード全国相互利用サービスを開始[2]。当時のICカードチャージサービスは1000円単位。
  - 9月16日：台風18号の豪雨により東西線御陵駅が冠水、営業を停止した[注釈 1]。
- 2014年（平成26年）12月20日：烏丸御池駅の烏丸線ホームで可動式ホーム柵の稼働を開始[2]（2015年度には四条駅、京都駅にも設置）。
- 2015年（平成27年）10月2日：烏丸線・東西線ともに、年末年始及びお盆期間を除いた毎週金曜日のみ終電を30分延長する「コトキン・ライナー」の運行を開始[2]（烏丸御池駅での「シンデレラクロス」も実施）。
- 2017年（平成29年）4月1日：地下鉄でICOCA、およびICOCA定期券の発売およびICカードでのバス・地下鉄での乗り継ぎ割引を開始[2]（市バスも同時に発売・バス同士の乗り継ぎ割引も開始）。同時に券売機・乗り越し精算機が更新されたことにより、交通系ICカードチャージサービスを東京メトロに次いで全国2番目となる10円単位でのチャージが可能となるように変更。
- 2021年（令和3年）3月26日：新型コロナウイルス感染症の拡大防止対策で「コトキン・ライナー」の運行を当面の間休止[18]。
- 2021年（令和3年）10月1日：各種割引乗車券等の抜本的見直しにより一日券類の価格適正化（値上げ）および廃止、地下鉄昼間回数券とトラフィカ京カードの発売終了[19]。
- 2023年（令和5年）4月1日：「京都 地下鉄・バス ICポイントサービス『もえポっ』」を導入[20]。これに伴い市バスおよび京都バスとの地下鉄連絡普通券の発売終了[21][注釈 2]、ICカードによる乗継割引およびPiTaPaでの利用額割引廃止[21]。

## 運賃
烏丸線・東西線を合わせた乗車距離に応じた区間制運賃を採用している。2019年10月1日改定。
| 区数 | 距離               | 普通運賃（円） | 普通運賃（円） | 特定割引運賃（円） | 特定割引運賃（円） |
| 区数 | 距離               | 大人           | 小児           | 大人               | 小児               |
| ---- | ------------------ | -------------- | -------------- | ------------------ | ------------------ |
| 1区  | 3kmまで            | 220            | 110            | 110                | 60                 |
| 2区  | 3kmを超え7kmまで   | 260            | 130            | 130                | 70                 |
| 3区  | 7kmを超え11kmまで  | 290            | 150            | 150                | 80                 |
| 4区  | 11kmを超え15kmまで | 330            | 170            | 170                | 90                 |
| 5区  | 15kmを超える区間   | 360            | 180            | 180                | 90                 |

乗継割引
- 烏丸線京都駅 - くいな橋駅間と近鉄京都線 伏見駅 - 向島駅間の各駅を直通乗車もしくは乗り継いだ場合に市営地下鉄・近鉄の運賃合算額から10円または20円の割引がある。
- 東西線三条京阪駅 - 御陵駅間と京阪大津線（京津線・石山坂本線）各駅との間を直通乗車もしくは乗り継いだ場合に市営地下鉄・京阪の合算運賃から20-90円の割引がある。京阪電気鉄道#運賃の項を参照。

以下の乗継割引はポイントサービス導入に伴い2023年4月1日に廃止された。
- ICカードで京都市バス（100円循環バスを除く）・京都バスと地下鉄を当日中に乗り継いだ場合、2乗車目の運賃を60円（小児30円）割引く。
- 「トラフィカ京カード」で京都市バス（100円循環バスを除く）・京都バスと地下鉄を当日中に乗り継いだ場合（複数回可）、偶数回乗車目の運賃を120円（小児60円）割引く。
- 京都市バス・京都バス・京阪京都交通の市内均一区間（230円区間）と地下鉄を乗り継いだ場合に120円（小児60円）引きで利用できる「バス・地下鉄（地下鉄・バス）連絡普通券」を販売。地下鉄駅などで販売していたが、バス車内では販売していなかった。また、現金精算時には乗継割引が適用されなかった。

特定割引
身体障害者ならびに知的障害者とその介助者（第一種・第二種小学生未満限定）、児童福祉施設等に入通所する児童と介助者は「特定割引普通旅客運賃」の対象となる
回数券・回数割引
以下の回数券を販売している。いずれも大人用・小児用があり、販売額は対象区間運賃の10倍相当。
- 回数券：普通運賃相当の区間券11枚。終日利用可能
- 特定割引回数券：特定割引相当の区間券11枚。特定割引対象者のみ利用可能。

以下の回数券は販売終了した。いずれも大人用・小児用があり、販売額は対象区間運賃の10倍相当。
- 昼間割引回数券：普通運賃相当の区間券12枚。平日の午前10時から午後4時までに乗車（改札）した場合のみ利用可能（日祝日の利用不可）。2021年10月1日発売停止。

また、PiTaPaでの月間利用額が京都市交通局（地下鉄・バス）と京都バスの合算で3,300円（小児1,650円）を超える場合に、請求額を9.09%割引（利用額が3,000円（1,500円）を超え3,300円（1,650円）までの場合は請求額を3,000円（1,500円）に据え置き）する。2023年4月1日廃止。
団体券
25人以上の団体が同一区間を利用する場合、運賃の10%引き（学生団体は20%引き）で販売する。事前申し込みが必要。
このほか、地下鉄一日券、地下鉄・バス一日券も発売されている。
2023年4月1日時点で、6キロ以下の距離の運賃が日本の地下鉄で最も高い。普通運賃は乗車距離によって大阪地区に比べ−8%〜+16%、東京地区に比べ−5%〜+44%の差がある。

## 車両

### 現有車両

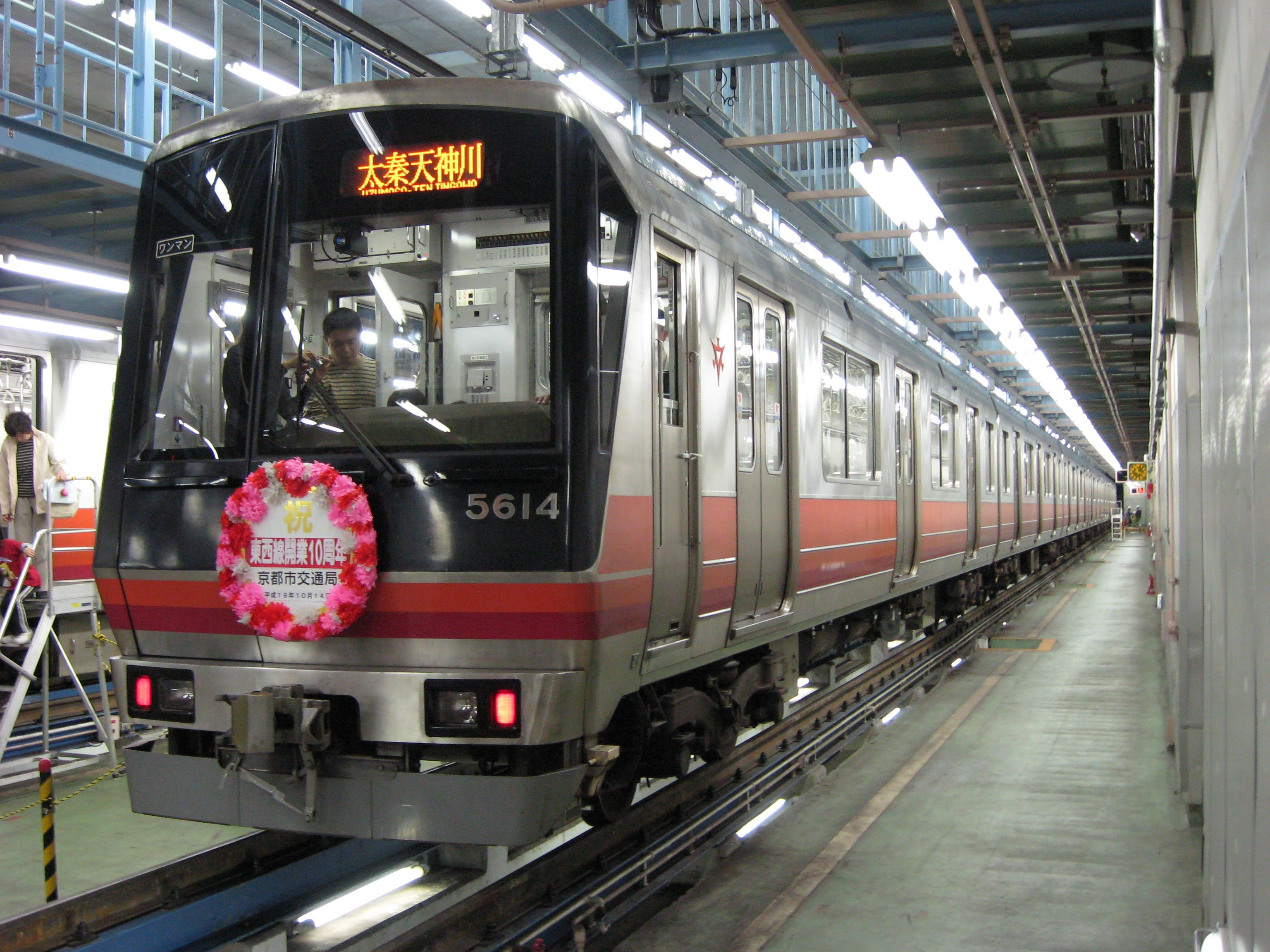
50系

烏丸線
烏丸線の車両は20 m級車体に両開き4扉を備え、ラインカラーの緑色の帯が巻かれている。
- 10系
- 20系（2022年 - ）

烏丸線開業当初から運用している10系電車のうち更新時期を迎える9編成を置き換える予定で2021年度から2025年度に投入が計画されている新型車両。京都市交通局の「経営ビジョン」で明言されている。烏丸線に導入予定の可動式ホーム柵に対応すべく自動列車運転装置 (ATO) 対応とされた。
2017年8月31日に「高速鉄道烏丸線新造車両デザイン検討業務」の入札が行われ、総合車両製作所が1円（予定価格500万円）で落札している。
2019年3月5日から18日にかけて外装・内装の最終デザイン案の一般投票が行われ、外装は「前面の造形に曲面を多用した、より近未来的なイメージのデザイン」が、内装は「華やかで雅なカラーデザイン」が選定された。
なお、製造は近畿車輛が6両編成9本54両を受注している。この車両は2022年3月26日から運行開始、近鉄直通運転は4月12日から運行開始している。

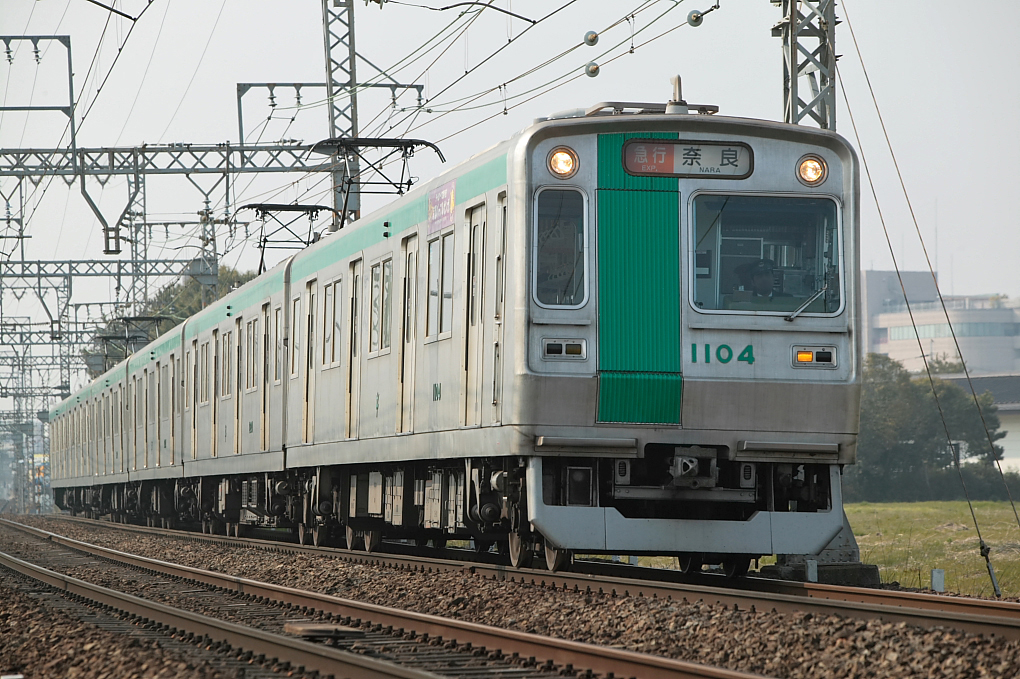
10系（1・2次車）
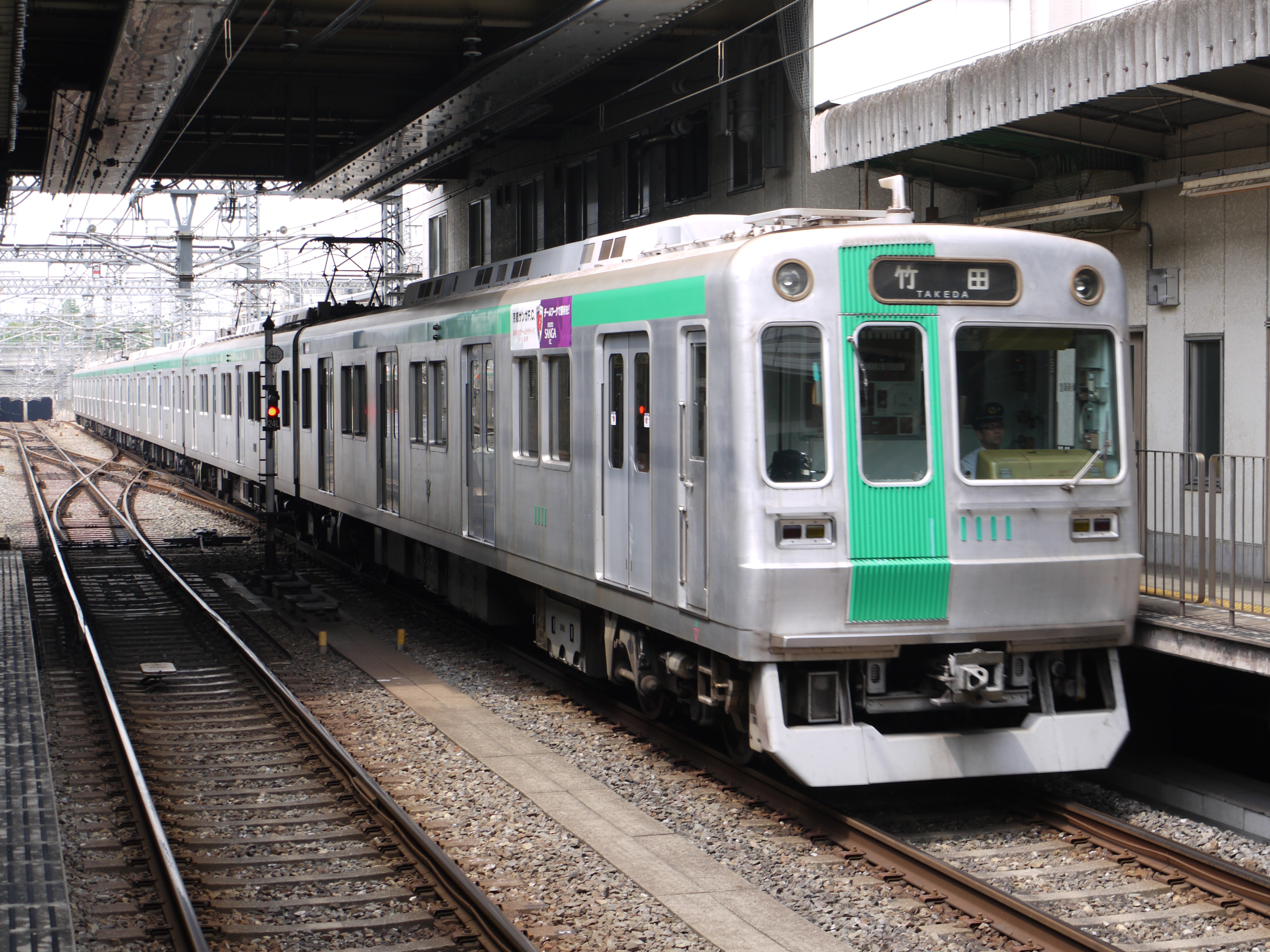
10系（3次車）
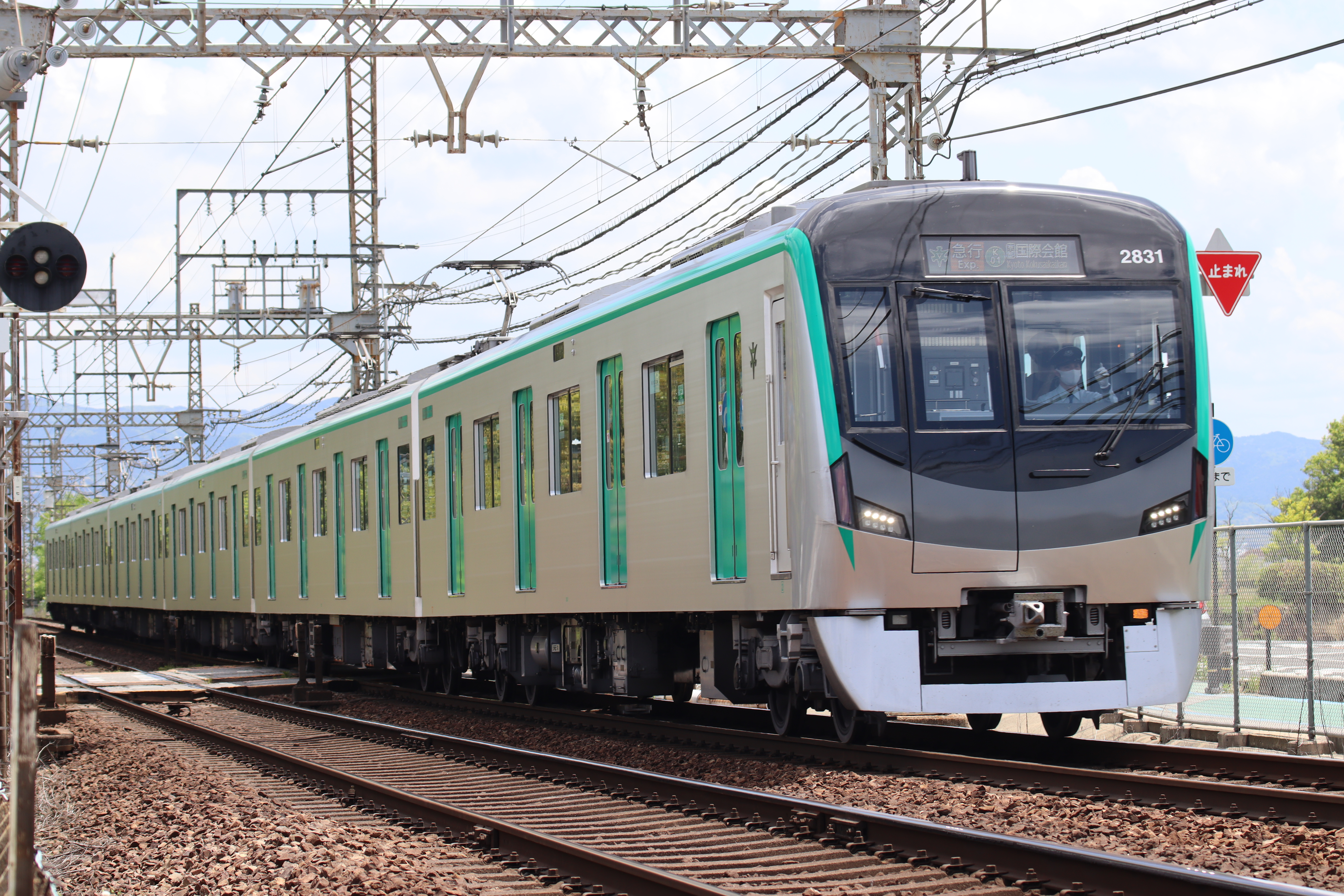
20系

東西線
東西線の車両は16 m級車体に両開き3扉を備える準小型車両 で、オレンジ色のラインカラーの帯が車体に巻かれている。
- 50系

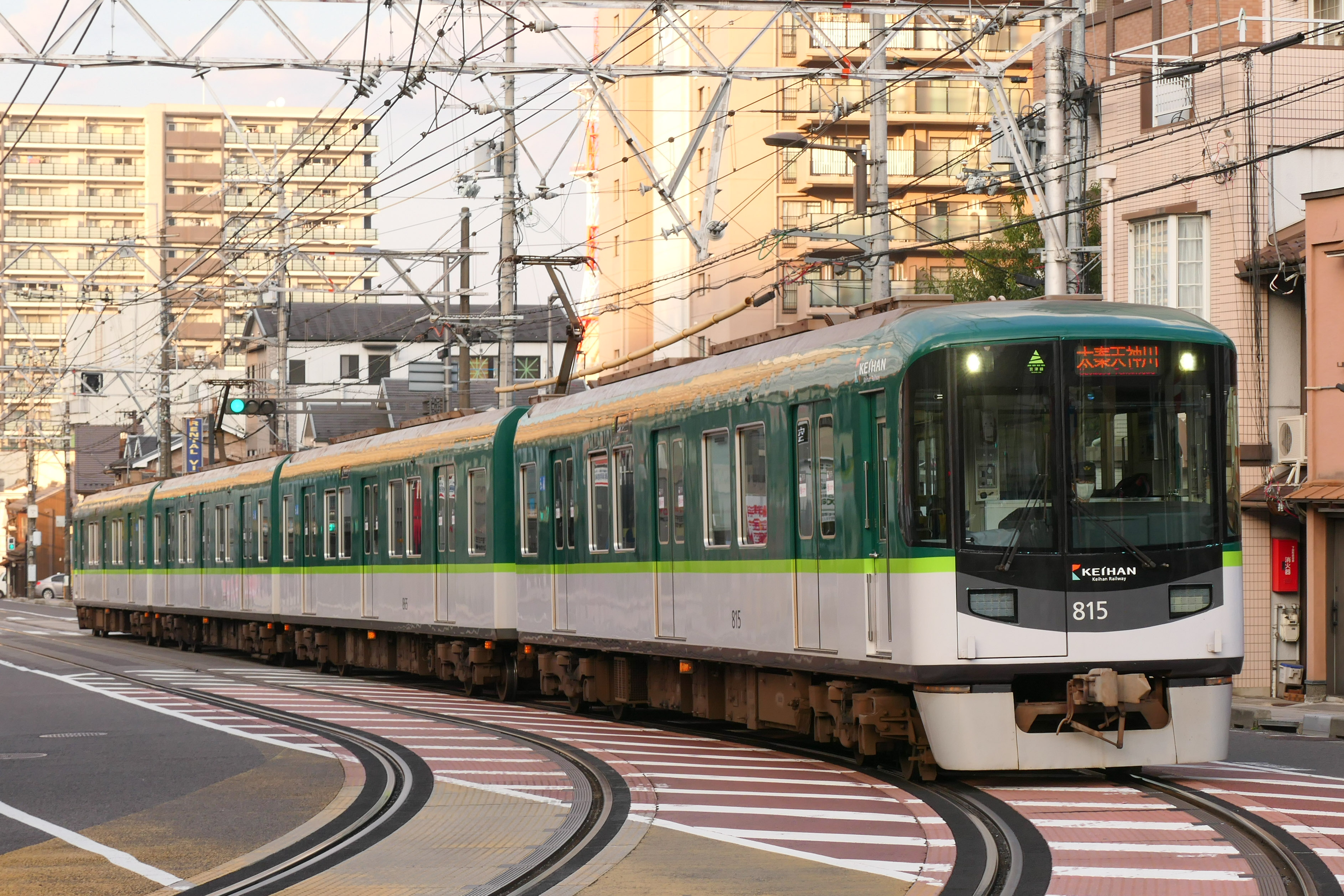
50系

### 乗り入れ車両
烏丸線
- 近畿日本鉄道
  - 3200系（1986年 - ）
  - 3220系（2000年 - ）

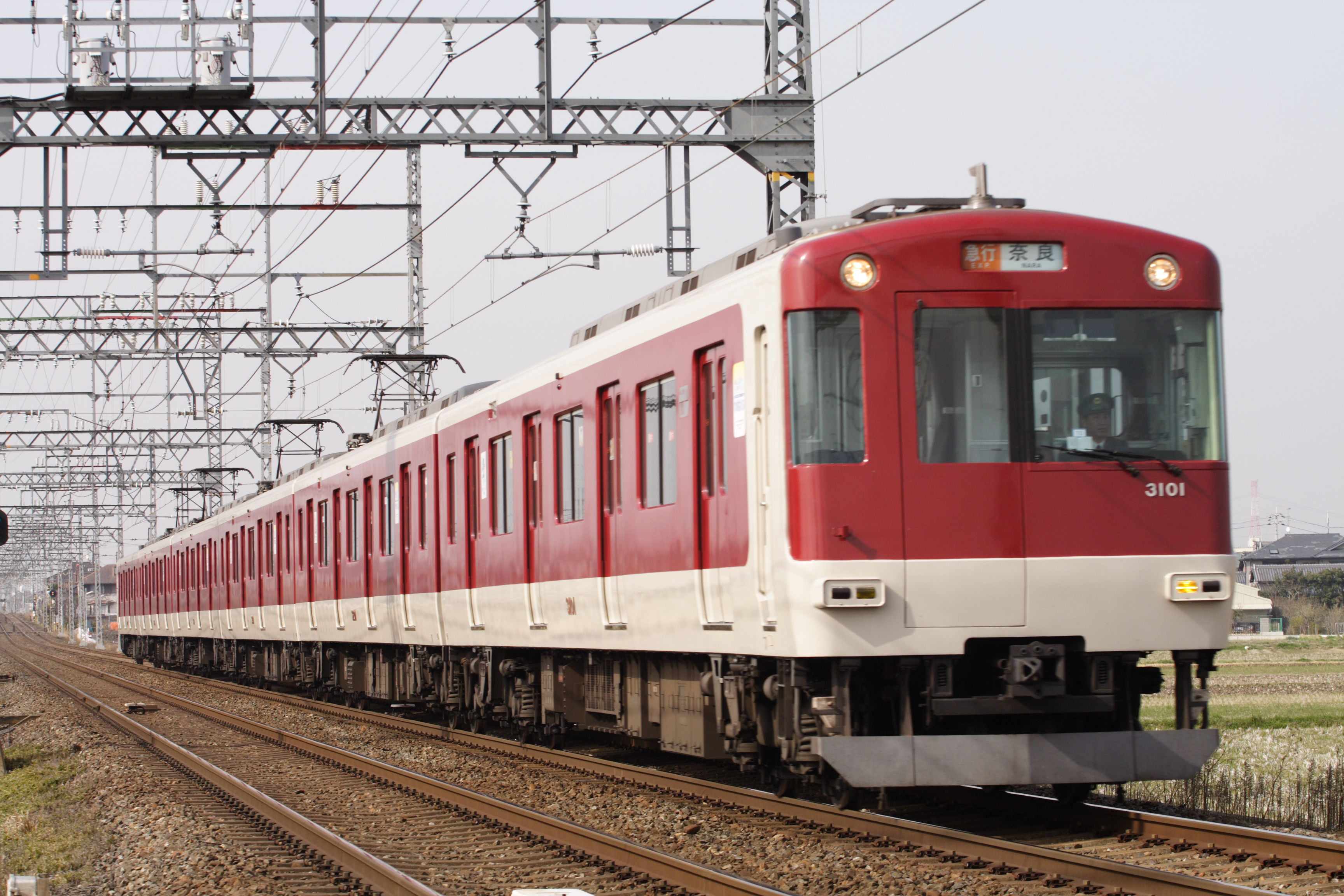
3200系
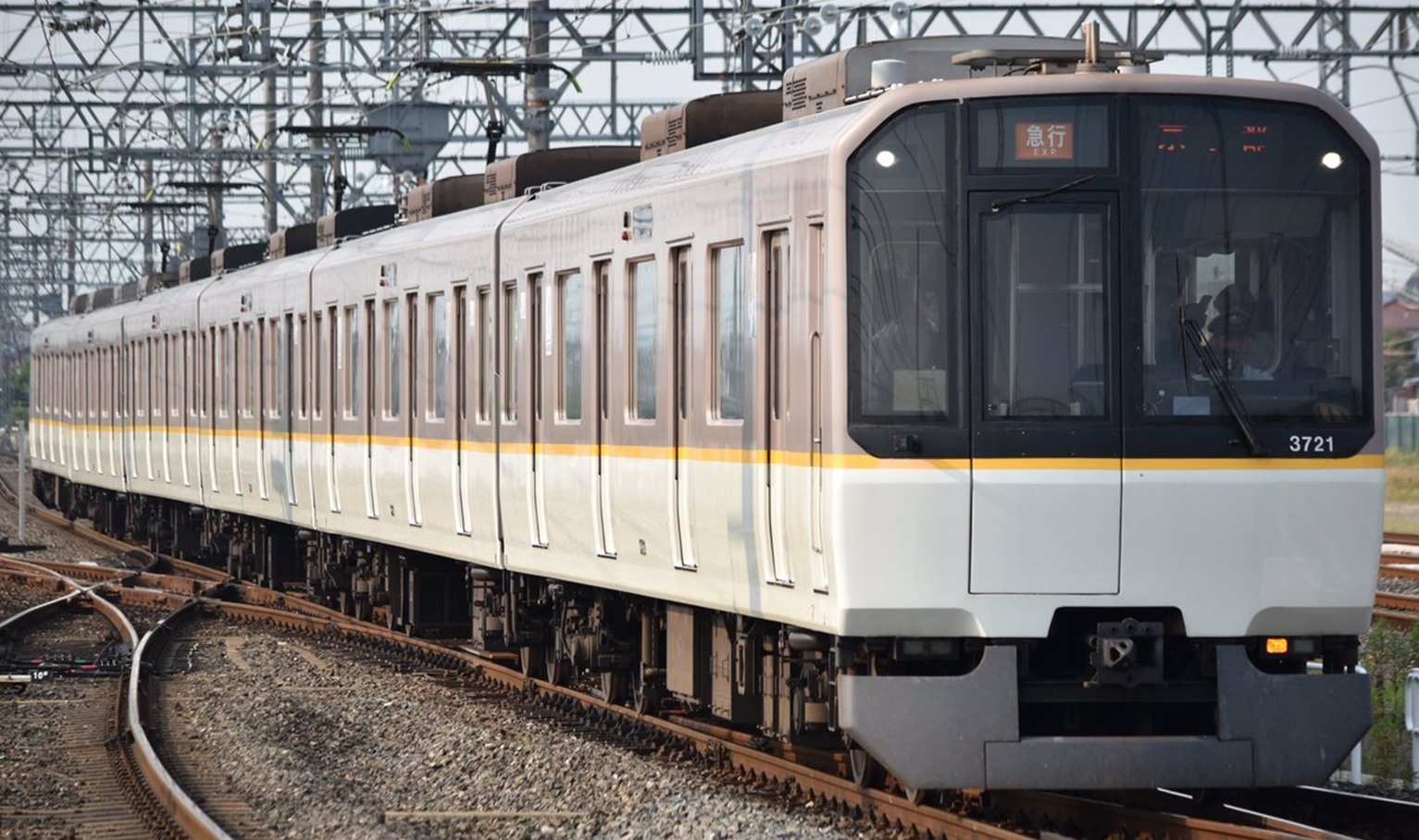
3220系

東西線
- 京阪電気鉄道
  - 800系（2代）（1997年 - ）

- 800系

## 経営状況
| 年度   | 経常収支 | 企業債等残高 | 一般会計 からの繰入金 |
| ------ | -------- | ------------ | --------------------- |
| 2012年 | ▲4,841   | 436,848      | 16,619                |
| 2013年 | ▲4,055   | 421,469      | 13,199                |
| 2014年 | ▲862     | 406,655      | 14,326                |
| 2015年 | 848      | 391,069      | 14,974                |
| 2016年 | 1,608    | 376,384      | 12,821                |
| 2017年 | 212      | 362,897      | 10,055                |
| 2018年 | 2,333    | 352,946      | 6,051                 |
| 2019年 | 2,345    | 344,493      | 6,811                 |
| 2020年 | ▲5,392   | 343,234      | 8,407                 |
| 2021年 | ▲3,797   | 340,278      | 8,134                 |
| 2022年 | ▲678     | 334,494      | 7,347                 |
| 2023年 | 2,251    | 325,081      | 6,389                 |
| 2024年 | 1,500    |              |                       |
| 2025年 | 500      | 296,800      | 7,156                 |

2023年度決算は一般会計からの補助金を含んで23億円の経常黒字であり、275億円の営業収益に対し支払利息などの営業外費用に30億円を計上している。東西線開業後は収支が改善していたが、2009年度から9年間は経営健全化団体となり、また新型コロナウイルス感染症の流行による乗客減少も影響し、2020年度からの3年間も経営健全化団体となった。企業債の残高は3,251億円に上る。
この経営の厳しさの一因には、地下鉄建設の計画時の予算に比べ、実際の建設費が大幅に増大したことが挙げられる。また、烏丸・東西の両線とも古都と言う土地柄ゆえに、開削工法を採用した工区の多くで、文化財保護法に基づく工事着工前の埋蔵文化財（遺跡）発掘調査が義務づけられ、そのための経費と期間が必要となった。埋蔵文化財の存在するような浅い土層に手をつけないことが可能なトンネル工法であれば発掘調査は不要だったが、費用が割高なことから開削工法が採用された。その結果、文化財調査費用が必要となり、安価な開削工法を用いてもトンネル工法以上に建設費が増大した（2路線合計32.0kmで8514億円）。また、京都市内には強い高さ規制があるため、沿線に高層マンション等を建設する振興策も難しい。
このような問題に対して京都市交通局では、駅業務の一部民間委託や高金利企業債の借換え、京都高速鉄道の直営化などによる各種コストの削減を進めている。また、駅ナカビジネスの展開などによる収益増にも取り組んでいる。なお、この一環で2010年4月より駅に掲示している駅名標付近に「駅名表示板下広告」の掲示を開始した。
| 年度   | 乗車人員  | 前年度比 |
| ------ | --------- | -------- |
| 1981年 | 117,827人 | —        |
| 1982年 | 121,699人 | +3.3%    |
| 1983年 | 126,205人 | +3.7%    |
| 1984年 | 130,345人 | +3.3%    |
| 1985年 | 130,297人 | -0.0%    |
| 1986年 | 133,816人 | +2.7%    |
| 1987年 | 135,571人 | +1.3%    |
| 1988年 | 160,725人 | +18.6%   |
| 1989年 | 178,301人 | +10.9%   |
| 1990年 | 187,990人 | +5.4%    |
| 1991年 | 201,519人 | +7.2%    |
| 1992年 | 201,854人 | +0.2%    |
| 1993年 | 203,328人 | +0.7%    |
| 1994年 | 203,443人 | +0.1%    |
| 1995年 | 206,464人 | +1.5%    |
| 1996年 | 208,506人 | +1.0%    |
| 1997年 | 256,310人 | +22.9%   |
| 1998年 | 302,479人 | +18.0%   |
| 1999年 | 301,718人 | -0.3%    |
| 2000年 | 304,864人 | +1.0%    |
| 2001年 | 310,991人 | +2.0%    |
| 2002年 | 309,205人 | -0.6%    |
| 2003年 | 310,627人 | +0.5%    |
| 2004年 | 310,777人 | +0.0%    |
| 2005年 | 314,814人 | +1.3%    |
| 2006年 | 315,508人 | +0.2%    |
| 2007年 | 318,565人 | +1.0%    |
| 2008年 | 328,248人 | +3.0%    |
| 2009年 | 326,507人 | -0.5%    |
| 2010年 | 330,191人 | +1.1%    |
| 2011年 | 334,180人 | +1.2%    |
| 2012年 | 339,311人 | +1.5%    |
| 2013年 | 348,453人 | +2.7%    |
| 2014年 | 358,953人 | +3.0%    |
| 2015年 | 371,882人 | +3.6%    |
| 2016年 | 379,216人 | +2.0%    |
| 2017年 | 387,365人 | +2.1%    |
| 2018年 | 396,564人 | +2.4%    |
| 2019年 | 399,915人 | +0.8%    |
| 2020年 | 267,250人 | -33.2%   |
| 2021年 | 295,024人 | +10.4%   |
| 2022年 | 348,181人 | +18.0%   |
| 2023年 | 385,499人 | +10.7%   |
| 2024年 | 402,000人 | +4%      |

## 営業路線の概要
| 路線名                        | 路線名                        | 烏丸線                                            | 東西線                                                |
| ----------------------------- | ----------------------------- | ------------------------------------------------- | ----------------------------------------------------- |
| ラインカラー                  | ラインカラー                  | 緑色                                              | 朱色                                                  |
| 路線記号                      | 路線記号                      | K                                                 | T                                                     |
| 起点                          | 起点                          | 国際会館駅（京都市左京区）                        | 六地蔵駅（京都府宇治市）                              |
| 終点                          | 終点                          | 竹田駅（京都市伏見区）                            | 太秦天神川駅（京都市右京区）                          |
| キロ程（営業キロ）            | キロ程（営業キロ）            | 13.7 km                                           | 17.5 km                                               |
| 駅数                          | 駅数                          | 15駅                                              | 17駅                                                  |
| 開業年月日                    | 開業年月日                    | 1981年5月29日 （北大路 - 京都間6.5 km）           | 1997年10月12日 （二条 - 醍醐間12.7 km）               |
| 全線開業年月日                | 全線開業年月日                | 1997年6月3日                                      | 2008年1月16日                                         |
| 複線区間                      | 複線区間                      | 全線                                              | 全線                                                  |
| 直通運転                      | 相手路線名                    | 近鉄京都線                                        | 京阪京津線                                            |
| 直通運転                      | 方式                          | 相互直通                                          | 京阪からの片乗り入れ                                  |
| 直通運転                      | 区間                          | 竹田（京都市伏見区） - 近鉄奈良（奈良県奈良市）間 | 御陵（京都市山科区） - びわ湖浜大津（滋賀県大津市）間 |
| 直通運転                      | キロ程                        | 35.4 km                                           | 7.5 km                                                |
| 標準所要時間                  | 標準所要時間                  | 27分30秒                                          | 34分30秒                                              |
| 標準運転間隔時間              | ピーク時                      | 朝混雑時3分30秒-4分00秒 夕混雑時5分00秒           | 朝混雑時4分00秒-6分30秒 夕混雑時6分30秒-8分30秒       |
| 標準運転間隔時間              | オフピーク時                  | 6分00秒 - 7分30秒                                 | 7分30秒                                               |
| 最大車両編成数                | 最大車両編成数                | 6両編成                                           | 6両編成                                               |
| 使用車両                      | 使用車両                      | 10系                                              | 50系                                                  |
| 所有車両数                    | 所有車両数                    | 120両                                             | 102両                                                 |
| 最高速度                      | 最高速度                      | 75 km/h                                           | 75 km/h                                               |
| 表定速度                      | 表定速度                      | 29.9 km                                           | 30.4 km                                               |
| 軌間                          | 軌間                          | 1435 mm                                           | 1435 mm                                               |
| 電気方式                      | 電気方式                      | 直流1500 V                                        | 直流1500 V                                            |
| 集電方式                      | 集電方式                      | 架空線方式                                        | 架空線方式                                            |
| 電化区間                      | 電化区間                      | 全線                                              | 全線                                                  |
| 閉塞方式                      | 閉塞方式                      | 車内信号式                                        | 車内信号式                                            |
| 信号保安装置                  | 信号保安装置                  | ATC・CTC                                          | ATC・CTC・ATO                                         |
| 1日当たり輸送人員（2023年度） | 1日当たり輸送人員（2023年度） | 27万7081人                                        | 16万0633人                                            |
| キロ当たりの建設費用          | キロ当たりの建設費用          | 213億円                                           | 309億円                                               |
| 可動式ホーム柵の設置状況      | 可動式ホーム柵の設置状況      | 一部設置済                                        | 開業当初から全駅に設置済                              |